# آمبینانیترومبی
آمبینانیترومبی (به لاتین: Ambinanitromby) یک منطقهٔ مسکونی در ماداگاسکار است که در فیتووینانی واقع شده‌است. آمبینانیترومبی ۹٬۷۴۸ نفر جمعیت دارد و ۲۱۵ متر بالاتر از سطح دریا واقع شده‌است.